# معتمدية زغوان
معتمدية زغوان إحدى معتمديات الجمهورية التونسية، تابعة لولاية زغوان.

### مواضيع ذات علاقة
- ولاية زغوان.